# Zöld ara
A zöld ara (Ara ambiguus), korábban nagy katonaara, a madarak osztályának papagájalakúak (Psittaciformes) rendjébe és a papagájfélék (Psittacidae) családjába tartozó faj.

## Rendszerezése
A fajt Johann Matthäus Bechstein német természettudós és ornitológus írta le 1811-ben, a Psittacus nembe Psittacus ambiguus néven. Használták az Ara ambigua nevet is.

## Alfajai
- Ara ambigua ambigua - Nicaragua északnyugati részétől Kolumbia középső részéig él.
- Ara ambigua guayaquilensis - Délnyugat-Kolumbia és Ecuador lakója.

## Előfordulása
Honduras, Nicaragua, Costa Rica, Panama, Ecuador és Kolumbia területén honos. Természetes élőhelyei a szubtrópusi és trópusi síkvidéki esőerdők, valamint másodlagos erdők. Állandó, nem vonuló faj.
|  |

## Megjelenése
Testhossza 90 centiméter, testtömege 1260–1400 gramm. Alapszíne sárga és halványsárga, homlokán a bozontos tollak és a kantárán lévő, szőrszerű dísztollak skarlátvörösek, a pofafolt szem alatti részen a dísztollak feketék, a torka feketésbarna. Csőre meghaladja a 4 cm hosszúságot is. A tojó valamivel kisebb mint a hím.

## Életmódja
Kisebb létszámú csapatokban keresi magvakból álló táplálékát.

## Szaporodása
Más madarak által készített odút tágít a megfelelő méretűre. Tavasszal költi ki 2–3 tojásból álló fészekalját.

## Természetvédelmi helyzete
Az elterjedési területe még nagyon nagy, de csökken, egyedszáma 500–1000 példány közötti és gyorsan csökken. Élőhelyeinek pusztulása és a kereskedelem veszélyezteti. A Természetvédelmi Világszövetség Vörös listáján súlyosan veszélyeztetett fajként szerepel.
Összehangolt tenyésztéssel próbálják meg megmenteni a fajt a teljes kipusztulástól. Európában az Európai Állatkertek és Akváriumok Szövetsége felügyelete alá tartozó Európai Veszélyeztetett Fajok Programja (EEP) keretében tenyésztik a faj egyedeit.